# Le Silex
Le Silex est  une salle de concert française située à Auxerre, dans le département de l’Yonne et la région Bourgogne-Franche-Comté. 

## Présentation
Situé à deux pas du centre-ville d’Auxerre dans le quartier Rive Droite, la salle de concert doit son nom à son architecture, à ses ouvertures triangulaires, aux couleurs des matériaux extérieurs et à la proximité d’un ancien chantier de fouilles archéologiques.
Le Silex est géré par une association loi de 1901 en délégation de service public de la Ville d’Auxerre : l’association Service Compris. L’association Service Compris gère également le Catalpa Festival (festival musiques actuelles et musiques du monde), le Jazz Club d’Auxerre (jazz, blues, musiques du monde) et « La Cuisine » (studios de répétition et d’enregistrement). Le Silex est également l’antenne Bourgogne des Inouïs du Printemps de Bourges.
Le Silex comprend deux salles : une salle principale, la « grande salle », qui peut accueillir 500 personnes (dont 100 assises) et une plus petite le « club » qui dispose d’une jauge de 200 personnes debout (120 mixte ou 80 assis), ainsi que trois studios de répétition dont un d’enregistrement, les studios du Silex « La Cuisine ».

## Historique
Crée sous l’impulsion de la ville d’Auxerre, la salle de concert est inaugurée le 21 janvier 2010  par trois soirées de concerts avec Babylon Circus, Mass Hysteria, Pony Pony Run Run et Rom Garneur .
La municipalité en a confié la gestion à l’association Service Compris — qui œuvre au développement des musiques actuelles sur le territoire icaunais (Jazz-Club d’Auxerre, Nuits Métisses, Wabap Festival…) depuis plusieurs années — pour une durée déterminée renouvelable dans le cadre d’une délégation de service public (DSP).
Le 16 octobre 2013, presque quatre années après son ouverture, le Silex obtient le label Scène de Musiques Actuelles (SMAC) délivré par le Ministère de la Culture.

## Bâtiment
En bordure de l’Yonne, à proximité de la gare, le Silex est voisin du Conservatoire à rayonnement départemental d’Auxerre. Le bâtiment a été construit entre 2007 et 2009 avec une installation géothermique (captant la chaleur et le froid dans le sol via une pompe à chaleur eau/eau utilisant un réseau hydraulique intégré dans les pieux de fondation) qui permet une réduction de 82 % des rejets de CO2.
L'intérêt de cette installation pilote en France (en 2009) est de mieux connaitre le comportement hydrogéologique des sous-sols et les échanges thermiques des pieux de fondation, lorsqu'ils sont couplés à des systèmes thermodynamiques.  Ce type d’installation écologique est encore peu répandu puisque seulement trois bâtiments de ce volume existent dans le monde.
En outre, le bâtiment bénéficie d’une acoustique qui dispose d'un ensemble d’éléments qui contribue à une qualité sonore et un confort optimal des musiciens et du public : abat-sons, revêtements spécifiques, matériel technologique, volumes architecturaux.

## Programmation
Le Silex programme à la fois des groupes confirmés comme des découvertes nationales tout en laissant une large place aux groupes locaux. L’ensemble du champ des musiques actuelles (rock, électro, reggae, blues, chanson, etc) est présenté sur des périodes données lors de près de 100 concerts par saison partagés entre la programmation du Silex (musiques actuelles), le Jazz Club d'Auxerre et le Catalpa Festival.
Depuis son ouverture, le Silex a notamment accueilli : Skip the Use, Shaka Ponk, Pony Pony Run Run, Moriarty, Sidilarsen, Mass Hysteria, Oldelaf, Féfé, Da Silva, Didier Super, La Grande Sophie, Les Ogres de Barback, la Rue Kétanou, Emily Loizeau, Bazbaz, EZ3kiel, Nina Attal, les Doigts de l'Homme, Daniel Zimmermann, Amadou et Mariam, HollySiz, Mademoiselle K, Astonvilla, Aqme, Fatals Picards,Yodélice, Arno, Boulevard des Airs, Têtes Raides, Bazbaz, Soviet Suprem, Stupeflip, Orelsan, Disiz, Grand Corps Malade, Miossec, Mickey 3D, Clinton Fearon, Le Peuple de l'Herbe, André Minvielle ou Lucky Peterson.

## Les studios du Silex «La Cuisine»
Les studios permettent aux groupes amateurs et professionnels de pouvoir répéter et d’enregistrer dans les meilleures conditions possibles.
Les trois studios du Silex « La Cuisine » (dont un d’enregistrement) sont équipés et situés dans l’enceinte du conservatoire, à proximité immédiate du Silex. Son emplacement en fait un lieu convergent entre les missions d’enseignement du conservatoire et les missions de diffusion et de médiation du Silex.